# Riom-ès-Montagnes
Riom-ès-Montagnes är en kommun i departementet Cantal i regionen Auvergne-Rhône-Alpes i mitten av Frankrike. Kommunen ligger  i kantonen Riom-ès-Montagnes som ligger i arrondissementet Mauriac. År 2022 hade Riom-ès-Montagnes 2 403 invånare.

## Befolkningsutveckling
Antalet invånare i kommunen Riom-ès-Montagnes
Referens:INSEE

## Galleri

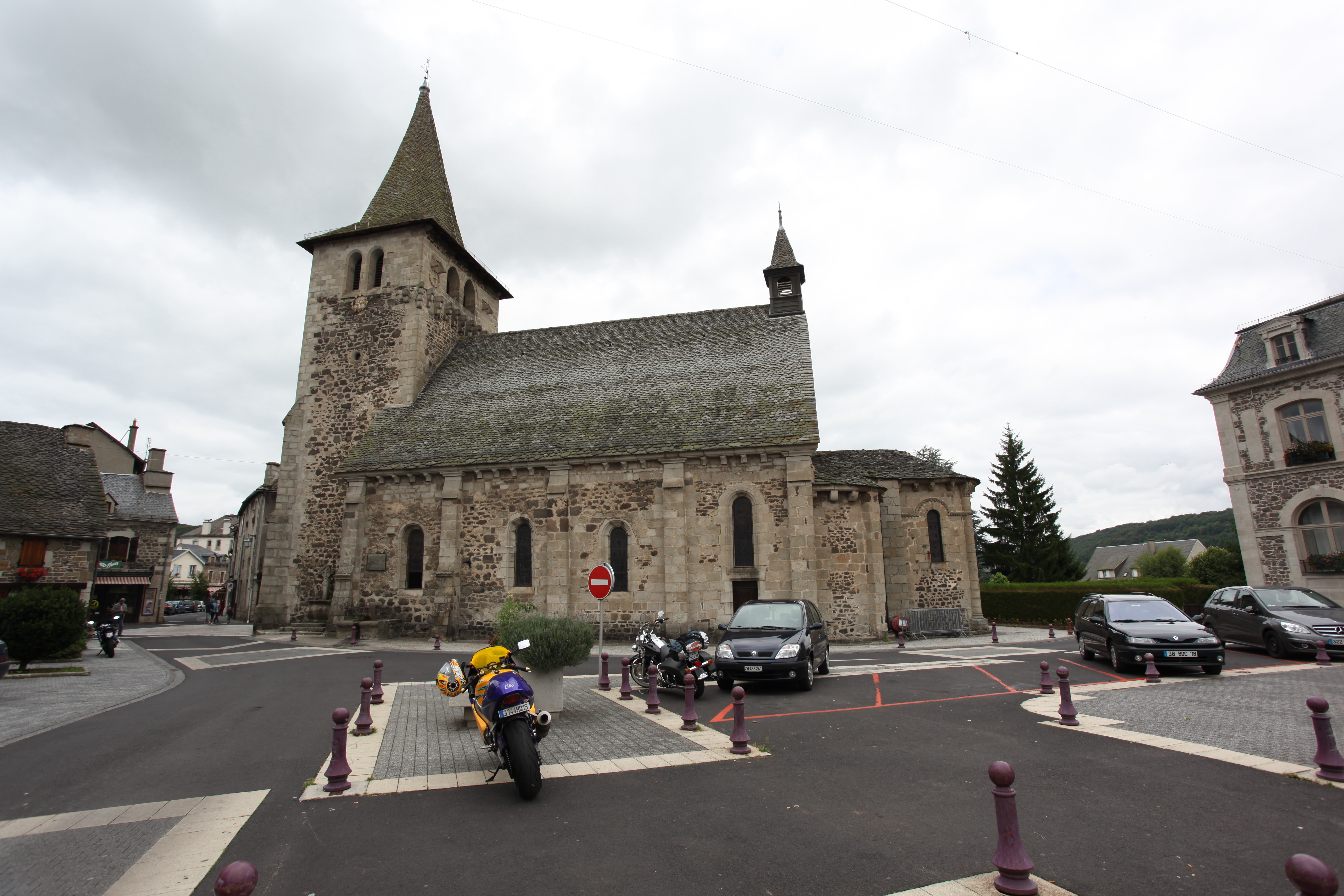
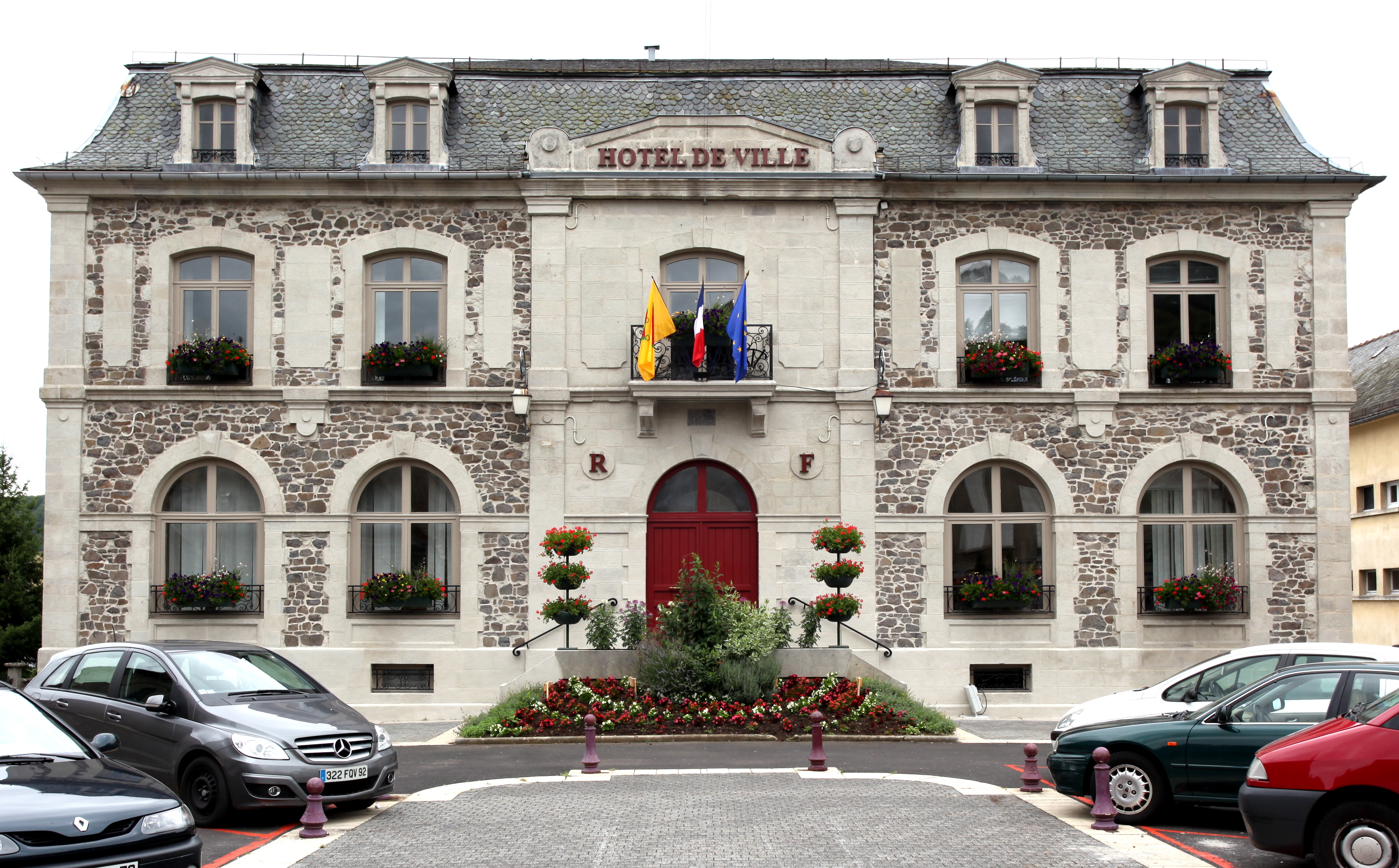